# Museo Francisco "Pancho" Coimbre
El Museo Francisco "Pancho" Coimbre es un museo de deportes en Ponce, Puerto Rico.

## Historia
El Museo del Deporte Francisco Pancho Coimbre fue inaugurado el 21 de enero de 1992. Lleva el nombre del jugador de béisbol, Francisco Coimbre, natural de Ponce, considerado «el bateador puertorriqueño más temido y productivo de todos los tiempos». El museo también actúa como hogar del Salón de la Fama del Deporte de Ponce. El museo está ubicado en la calle Lolita Tizol, junto a varias otras atracciones, incluido el Antiguo Cuartel Militar Español de Ponce.
El 12 de enero de 2010 se inauguró una nueva galería de atletismo en memoria de Juan "Papo" Franceschi, uno de los muchos héroes del barrio de San Antón.

## Características
El museo es de una sola habitación y alberga una colección de fotografías, documentos y recuerdos sobre los primeros días del béisbol en Puerto Rico, «cuando los jugadores profesionales ganaban solo $ 5 por juego y jugaban el juego solo durante las horas del día». Algunos de los personajes del museo no son muy conocidos, como Francisco “Pancho” Coimbre, Rafael “Rafaelito” Ortíz o Emilio “Millito” Navarro, porque nunca jugaron en Grandes Ligas. Sin embargo, sirvieron como fuente de inspiración para figuras fácilmente reconocibles como Roberto Clemente.
El Museo Pancho Coimbre también tiene exhibiciones sobre las primeras estrellas del deporte femenino y las ligas de béisbol divididas racialmente. Entre las interesantes piezas de recuerdo se encuentra un uniforme del efímero equipo de béisbol femenino de Ponce y un bate de béisbol que fue el único objeto que sobrevivió al incendio de la casa, tragedia donde murió Coimbre.

## Significado
El respeto por el talento natural de Coimbre, su habilidad para dominar el campo con velocidad y fuerza y por traer confianza y orgullo a otros puertorriqueños y aspirantes a jugadores de béisbol es evidente en el museo.

Coimbre comenzó su carrera como un entusiasta joven de diecisiete años en 1926 y había conseguido un lugar en los cubanos de Nueva York . Cuando se retiró del béisbol profesional en 1951, era el favorito de todos los locales de Ponce y abrieron sus corazones y le dieron apoyo al magnífico deportista. Permaneció en la industria del deporte, y en Ponce, hasta su trágica muerte en 1989 cuando su casa se quemó hasta los cimientos.